# Walaa Hussein
Walaa Ghassan Hussein (en árabe: ولاء حسين‎) (Sha'ab, Israel, 20 de marzo de 1989) es una futbolista palestina que juega como delantera de la selección nacional de Palestina.

## Trayectoria
Hussein estudió fisioterapia en la Universidad Árabe Americana de Yenín. En 2013 se hizo el documental alemán «¡Patéalo, Walaa!» sobre su carrera futbolística.
Hussein jugó en las filas de la selección femenina israelí sub-19 antes de recibir una invitación para unirse al primer equipo femenino palestino. También jugó durante el Campeonato WAFF 2014, anotando dos goles contra Bahréin. En 2010, para la Copa de Arabia Femenina en Bahréin fue convocada para la selección absoluta. En el partido contra Qatar, donde Palestina ganó 18-0 y logró la mayor victoria de su historia, Hussein anotó cinco goles.
En la temporada 2017-18, ganó el título de segunda división con el equipo Hapoel Be'er Sheva y se coronó máxima goleadora con 35 goles.

## Estadísticas
Las puntuaciones y los resultados enumeran primero el recuento de goles de Palestina, la columna de puntaje indica el resultado después de cada gol de Hussein.
| N.º | Fecha                 | Evento                          | Adversario     | Puntaje | Resultado | Competencia                   |
| --- | --------------------- | ------------------------------- | -------------- | ------- | --------- | ----------------------------- |
|     | 20 de octubre de 2010 | Estadio Al Ahli, Manama, Baréin | </img> Katar   | –       | 18-0      | Copa de Arabia Femenina 2010  |
|     | 20 de octubre de 2010 | Estadio Al Ahli, Manama, Baréin | </img> Katar   | –       | 18-0      | Copa de Arabia Femenina 2010  |
|     | 20 de octubre de 2010 | Estadio Al Ahli, Manama, Baréin | </img> Katar   | –       | 18-0      | Copa de Arabia Femenina 2010  |
|     | 20 de octubre de 2010 | Estadio Al Ahli, Manama, Baréin | </img> Katar   | –       | 18-0      | Copa de Arabia Femenina 2010  |
|     | 20 de octubre de 2010 | Estadio Al Ahli, Manama, Baréin | </img> Katar   | –       | 18-0      | Copa de Arabia Femenina 2010  |
| 6   | 17 de abril de 2014   | Estadio Petra, Amán, Jordania   | </img> Bahréin | 3-0     | 4-0       | Campeonato femenino WAFF 2014 |
| 7   | 17 de abril de 2014   | Estadio Petra, Amán, Jordania   | </img> Bahréin | 4-0     | 4-0       | Campeonato femenino WAFF 2014 |

## Palmarés
Diyar Bethlehem
- Liga Palestina: 2010-11[7]

Hapoel Beer Sheva
- Liga Leumit: 2017-18